# Jakob von Danner
Jakob Danner, seit 1916 Ritter von Danner, (* 7. August 1865 in Queichheim; † 28. Dezember 1942 in München) war ein deutscher Generalleutnant.

## Leben

### Familie
Er war der Sohn des Güterexpeditors Ludwig Danner und dessen Ehefrau Karoline, geborene Reich. Danner verheiratete sich am 1. Februar 1913 mit Anna Fuchssteiner.

### Militärkarriere
Nach Absolvierung eines Humanistischen Gymnasiums trat Danner am 13. August 1884 als Freiwilliger Gemeiner in das 17. Infanterie-Regiment der Bayerischen Armee ein. Am 24. März 1885 erfolgte dort seine Ernennung zum Portepeefähnrich und anschließende Kommandierung für ein Jahr zur Kriegsschule München. Nach seiner Rückkehr zum Sekondeleutnant befördert, wurde Danner am 21. Juli 1893 zum Regimentsadjutant ernannt und als solcher am 22. Dezember des Jahres Premierleutnant. Danner ließ sich am 8. Juli 1900 in das ostasiatische Expeditionskorps versetzen, mit dem er in der Folgezeit während des Boxeraufstandes in China kämpfte.
Nach seiner Rückkehr in die Heimat übernahm Danner unter gleichzeitiger Beförderung zum Hauptmann eine Kompanie im 20. Infanterie-Regiment „Prinz Franz“ und führte diese bis März 1907. Als Platzmajor versah er vom 26. März bis 20. Oktober 1907 Dienst in Würzburg und wurde dann als Kompaniechef in das 13. Infanterie-Regiment „Franz Joseph I., Kaiser von Österreich und Apostolischer König von Ungarn“ versetzt. Dort fungierte er ab 23. Februar 1910 beim Regimentsstab und erhielt am 7. März 1910 seine Beförderung zum Major. Als solcher wurde Danner am 8. März 1912 zum Kommandeur des III. Bataillons im 18. Infanterie-Regiment „Prinz Ludwig Ferdinand“ ernannt. Zwei Jahre später folgte seine Versetzung zum Stab des 7. Infanterie-Regiments „Prinz Leopold“ nach Bayreuth. 
Mit Ausbruch des Ersten Weltkriegs ernannte man Danner zum Kommandeur des II. Bataillons des 7. Infanterie-Regiments „Prinz Leopold“, mit dem er an der Westfront zunächst bei der Schlacht in Lothringen, dann bei Ypern in der Ersten Flandernschlacht vom 20. Oktober bis zum 18. November 1914 und schließlich in den Stellungskämpfen in Flandern eingesetzt wurde. Hier erfolgte am 10. September 1914 auch die Beförderung zum Oberstleutnant. Am 31. Dezember 1914 erhielt Danner das Kommando über das Reserve-Infanterie-Regiment 18, das dann im Frühjahr 1915 an die Ostfront verlegte, an der Durchbruchschlacht bei Lubaczów sowie den Gefechten bei Oleszyce und Dachnow teilnahm und Ende des Jahres wieder auf dem französischen Kriegsschauplatz antrat. Dort kämpfte das Regiment von Juli bis November 1916 in der Schlacht an der Somme, und Danner wurde durch König Ludwig III. am 1. Dezember 1916 als Ritter in den Militär-Max-Joseph-Orden aufgenommen. Damit verbunden war die Erhebung in den persönlichen Adel und er durfte sich nach Eintragung in die Adelsmatrikel Ritter von Danner nennen.
Anfang 1917 kam das Regiment abermals an die Ostfront, dieses Mal nach Rumänien. Danner wurde am 17. April 1917 zum Oberst befördert und fungierte zeitweise als stellvertretender Kommandeur der 15. Reserve-Infanterie-Brigade. Infolge einer Erkrankung war Danner dann ab 12. November 1917 nicht mehr dienstfähig und wurde zur Verfügung des Kriegsministeriums gestellt. Nach seiner Gesundung befehligte er ab 6. März 1918 wieder das Reserve-Infanterie-Regiment 18. Danner übernahm in der Folge am 6. Juli 1918 die 12. Reserve-Infanterie-Brigade und am 5. Oktober 1918 die 21. Infanterie-Brigade.
Nach Kriegsende erfolgte seine Übernahme in die Vorläufige Reichswehr, wo Danner ab 1. Oktober 1919 zunächst den Befehl über die Reichswehr-Brigade 24 in Nürnberg innehatte. Ein Jahr später ernannte man ihn zum Leiter der Stadtkommandantur München. Als solcher wurde er am 1. Juli 1921 zum Generalmajor befördert.  
Während des Hitlerputsches am 8. und 9. November 1923 in München ergriff Danner früh und entschlossen Maßnahmen gegen die Akteure: 
„Es steht fest, daß sowohl die zivilen wie die militärischen Stellen den Widerstand gegen die Rebellen bereits vor dem Verlassen des Bürgerbräukellers durch Kahr und Lossow eingeleitet haben. Im Generalstaatskommissariat hatte der Oberregierungsrat Baron von Freyberg schon befohlen, alle Einheiten der Landespolizei zu alarmieren und entsprechendes für die Truppen der Reichswehr in München und den anderen bayerischen Garnisonen veranlaßt. Die in der Stadtkommandantur versammelten Generäle Danner, Kreß und Ruith hatten sich mit dem von Freyberg angeordneten Alarm einverstanden erklärt und erste Maßnahmen ergriffen.“
Am 1. Januar 1925 wurde er zum Generalleutnant befördert. Er schied am 31. Juli 1925 aus dem aktiven Dienst und wurde in den Ruhestand verabschiedet.
Danner war erster Präsident des bayerischen Kriegerbundes und später zweiter Präsident des Reichskriegerbundes Kyffhäuser.

### Auszeichnungen
- Roter Adlerorden IV. Klasse[2]
- Eisernes Kreuz (1914) II. und I. Klasse[2]
- Kronenorden IV. Klasse mit Schwertern[2]
- Ritterkreuz des Königlichen Hausordens von Hohenzollern mit Schwertern[2]
- Verwundetenabzeichen (1918) in Silber[2]
- Offizierskreuz des Bayerischen Militärverdienstordens mit Schwertern und Krone[2]
- Bayerisches Dienstauszeichnungskreuz I. Klasse[2]
- Orden der Eisernen Krone III. Klasse mit Kriegsdekoration[2]
- Österreichisches Militärverdienstkreuz III. Klasse mit Kriegsdekoration[2]